# Daniel Schlingmann
Daniel Schlingmann (* 30. Oktober 1990 in Hildesheim) ist ein deutscher Handballtorwart, der in der Handball-Bundesliga für den TSV Dormagen/DHC Rheinland und für die HSG Düsseldorf spielte.

## Karriere
Schlingmann begann bei Eintracht Hildesheim und gelangte über den HSV Merzig-Hilbringen sowie die TuS Brotdorf zum DHC Rheinland. 
2007 wechselte er in die A-Jugend zum damaligen TSV Bayer Dormagen. In der Saison 2007/08 erreichte die Mannschaft das Final-Four der Deutschen Meisterschaft.
2009 schloss er einen Zwei-Jahres-Vertrag beim TSV Dormagen ab und spielte mit Zweitspielrecht in der Regionalliga-Reserve des Vereins. In dieser Spielzeit hatte er drei Erstliga-Einsätze. Im zweiten Vertragsjahr (nun Zweitspielrecht beim Regionalligisten TuS Wermelskirchen) kam er vermehrt zu Spieleinsätzen beim Hauptverein DHC Rheinland (vormals TSV Dormagen). Nach der Insolvenz des DHC Rheinland Anfang 2011 spielte er 16 Erstligapartien für seinen Verein.
2011 verlängerte der Verein die Zusammenarbeit mit ihm um weitere zwei Jahre. Nach erneuter Insolvenz des DHC wechselte er im Februar 2012 zur HSG Düsseldorf. Auch dieser Verein ging in die Insolvenz.
In den Spielzeiten 2012/13 - 2014/15 spielte er bei den HF Illtal in der RPS-Oberliga. 2015 wechselte er zum Drittligisten TSG Haßloch.
Nach sieben Jahren in der 3. Liga bei der TSG Haßloch erfolgte zur Saison 2022/23 der Wechsel zum Drittligisten HG Saarlouis.

## Sonstiges
Schlingmann ist gelernter Industriekaufmann und hat einen Abschluss B.A. in Sportökonomie.